# Samson (Heldensage)
Samson ist der Name einer literarischen Figur aus der altnordischen Þiðreks saga. Auch in weiteren literarischen Werken kommen Figuren namens Samson vor, die möglicherweise auf eine gemeinsame Vorlage zurückgehen.

## Etymologie
Der Name der Heldengestalt Samson könnte vom keltischen Namen Samo-gnatus abstammen, was so viel wie „im Sommer gezeugt“ heißt, oder sich nach der Beschreibung von Samsons Haartracht (vgl. Thidrekssaga) von dem altnordischen Adjektiv sámr = schwärzlich, dunkel, dunkelgrau herleiten.

## Überlieferungen
In der altwestnordischen Thidrekssaga und der altschwedischen Didriks-Krönikan (Dietrichschronik), die aber nach eigenen Angaben auf deutsche Quellen zurückgehen sollen, wird Samson als Held und Großvater Thidreks af Berne (dem Dietrich von Bern der deutschen Heldensage) genannt.
Die aus dem 17. Jahrhundert überlieferte, jedoch entstehungszeitlich zwischen 1450 und 1550 eingeordnete Blómstrvallasaga bestätigt in ihrem zweiten Kapitel die offensichtlich aus der Thidrekssaga entnommenen Angaben über die Söhne von Samson, der sowohl Rodgeirr, Jarl über die Salern(i)borg, und dessen Bruder Brunsteinn erschlagen haben soll.
Im faröischen Ismal-Lied wird Samson als dessen Vater genannt. Nach August Raßmann erscheint dessen Protagonist aus der Ermanarich-Legende abgeleitet.
Zum Ursprung einer Heldentradition über Samson weist Raßmann außerdem darauf hin, dass zwei inhaltlich eng zusammenhängende altdänische Samson-Lieder und daraus entnehmende altschwedische Handschriften aus dem 16. und 17. Jahrhundert die altniederdeutsche Herkunft der Heldengestalt Samson sehr wahrscheinlich machen, der nach der Entführung einer Königstochter 35 Verfolger (Fassung B) erschlägt, jedoch den schließlich einwilligenden König am Leben lässt. Nach der altschwedischen Fassung C erschlägt Samson auch seine Mutter, die seinen geheimen Aufenthaltsort an die Hofleute des Königs verriet.
Die frühestens Ende des 13. oder Anfang des 14. Jahrhunderts verfasste Rittersaga Samsons saga fagra nennt ihren Samson einen Sohn von König Artus. Die ältesten Handschriften AM 343a und AM 589b dieser Überlieferung stammen aus dem 15. Jahrhundert. Während der erste Teil der Saga Motive des Lancelot widerspiegelt, erinnert ihr zweiter Teil vielmehr an den Genrebereich von Lygisögur–Fornaldarsögur, also isländische Abenteuerdichtung in Vorzeitsagas. Auch die Karlamagnús saga zählt einen Samson zu ihrem Gestaltenbestand. Beide Überlieferungen lassen jedoch keine überzeugende Parallele zu Samsons Handlungsmotiven nach der Thidrekssaga erkennen.
Friedrich Panzer nennt aus Ernest Langlois Nachschlagewerk über zentrale Figuren der Chansons de Geste nicht weniger als 50 Samsone (Samsun, Sanses, Sanson) in französischer Epik.

## Literarische Biografie

### Thidrekssaga
Samsons heroische Wesenszüge sind einem Raubritter nicht unähnlich, der mittels Brautraub zu einer Frau kommt. Wie auch die altschwedische Überlieferung in ihren Anfangskapiteln berichtet, stammt Ritter Samson aus Salerna (Salerni) in Appolij. Er begehrt die Tochter Hildisvid des dortigen Herrschers Jarl Rodgeir und entführt sie mit ihrer Einwilligung in einen Wald, wo er seine Unterkunft baut. Der Jarl verfolgt Samson mit einem großen Aufgebot, jedoch werden alle von ihm getötet. Später erschlägt er scharenweise die Gefolgsmänner von Rodgeirs Bruder Brunstein, der inzwischen zum König erhoben wurde. Auch er wird ebenfalls von Samson getötet, der in Salerni zum Herzog gewählt wie auch dort schließlich zum König ernannt wird. Im bereits ergrauten Alter will Samson seine Heldentaten mit der Eroberung Berns krönen, dessen Herrscher Jarl Elsung er zunächst mit dreisten, jedoch abgelehnten Tributansprüchen erpresst. Samson zieht daraufhin gegen Bern, das er nach eigenhändiger Enthauptung Elsungs schließlich durch Kapitulation der Berner Gegenwehr übernimmt. Nachfolgend bestimmt Samson seinen Sohn Thetmar als neuen König über Bern und macht seinen Sohn Aki zum Herzog (Jarl) von Fritila, Sitz der Örlungen. In seinem letzten Eroberungsvorhaben zieht Samson in Begleitung seines Sohnes Erminrik, dem er das einst von ihm eroberte Gebiet Spania („Hispania“) längst überlassen hat, gegen Rom. Samson stirbt jedoch auf dem Weg dorthin.

#### Nachkommen
Mit Hildisvid hat Samson die beiden Söhne Erminrik und Thetmar. Mit einer Nebenfrau zeugte Samson seinen dritten Sohn Ake. Aus der Verbindung von Thetmar mit Jarl Elsungs Tochter Odilia stammt Thidrek bzw. Didrik af Bern.
Die altwestnordischen und altschwedischen Handschriften (Angaben in Klammern) nennen sieben Enkel von Samson:
Erminriks Söhne Fidrek (Frederik), Reginbald (Regbald) und Samson (Sampson), Akis Söhne Edgeir (Eggerd) und Aki (Ake) sowie Thetmars Sohn Thidrek (Didrik). Als weiteren Enkel Samsons geben beide Überlieferungen (Mb 316 und Sv 267) wiederum einen Thetmar (Detmar) an, der nach erzählungschronologischen Kontexten bzw. dem Lebenszyklus von Samsons gleichnamigem Sohn jedoch eher auf eine Verwechselung mit einem Sohn Thidreks zurückgeführt werden müsste.

### Samsons saga fagra
Samson ist eines von zwei Kindern des über England herrschenden König Artus und seiner Gemahlin Filipia (in anderen Handschriften Silvya), der Tochter eines ungarischen Königs. Samsons Schwester Grega wird als kluge, schöne und höfische Jungfrau beschrieben. Der Überlieferung nach besitzt der auffallend schöne Samson ein ungestümes Wesen, jedoch zählt Klugheit zu seinen verbesserungswürdigen persönlichen Eigenschaften.
König Artus sorgt für die Erziehung Samsons bei dem klugen und beliebten Ritter Salmon, dessen Gemahlin Olimpia aus Britannia (wohl die französische Bretagne) stammt und dort seinerzeit reichen Besitz hinterlassen hatte. Durch Krankheit und Tod seines Ziehvaters kehrt Samson im Alter von 13 Jahren heim zu seinen Eltern; seine ihm zugetane Ziehmutter fährt zurück zu ihrem Besitz in Britannia.
Samson begehrt am väterlichen Hof die aus Irland stammende Friedensgeisel Valentina, eine Tochter von König Garland. Sie kehrt nach Irland zurück, um ihrem Vater die Werbung Samsons vorzutragen. Da eine Antwort ausbleibt, beklagt sich Samson bei seinem Vater über Tatenlosigkeit und geht deswegen mit fünf Schiffen auf eine dreijährige Kriegs- und Beutefahrt gegen Wikinger und andere fremde Völker. Valentina, die mit ihrem Vater in der Zwischenzeit nach Britannia gefahren ist, wird dort nach wiederholten, ausnehmend märchenhaft erzählten Verführungsversuchen vermisst. Der irische König teilt Samson den Verlust seiner Tochter mit, jedoch scheitert dessen odysseehafte Suche nach der Königstochter und sie wird schließlich für tot erklärt. Samson wirbt dann um die Tochter Ingina des Jarl Finnlaug von Britannia, wo er im märchenhaft abenteuerlichen Alleingang erfährt, dass Valentina dank fürsorglichen Handelns von seiner Ziehmutter Olimpia noch am Leben ist. Da Samsons Vater und König Garland in der Zwischenzeit nicht mehr von Samson und die nun wieder zu ihm gefundene Valentina gehört haben, wirbt ihr Vater einvernehmlich um Ingina, hält Brautlauf mit ihr und stimmt schließlich auch Samsons und Valentinas Heirat zu.
Nach dem zweiten Teil der Saga, einer Geschichte über jenen Mantel, der nach der Möttuls saga die Unkeuschheit seiner Trägerin aufzudecken vermag – eingebettet in der Erzählung über einen heldenhaften Sigurd als unehelich gezeugter Sohn von König Gudmund zu Glaesisvellir, das nordöstlich vom Baltikum liegen soll – wird im letzten Kapitel der Saga mit geografischen Bezügen über Samsons Familie berichtet:

#### Nachkommen
Samsons Tochter Herborg heiratet Sigurd, einen Sohn von Ulf, somit jenen gleichnamigen Urenkel von König Gudmund. Dieser Sigurd herrscht als Herzog (Jarl) über das Frankenreich. Samson übernimmt nach dem Tod seines Schwagers Ulf dessen Reich in England. Valtari, der andere Sohn von Samson und Valentina, erhält von seinem Vater das Vestfal genannte Reich, heiratet die Tochter Gertrud des Jarls von Brunsuick (Braunschweig) und wird Jarl von Hollzsetu (Hollstein). Samsons Urenkel Sigurd, Sohn jenes zweiten Ulfs, der von Samsons Schwiegersohn Sigurd gezeugt wurde, soll Harald den Blutigen bezwungen und nachfolgend die Tochter Cecilia des Königs von Sizilien zur Braut gewählt haben.

## Geografische und literargeschichtliche Interpretationen

### Thidrekssaga

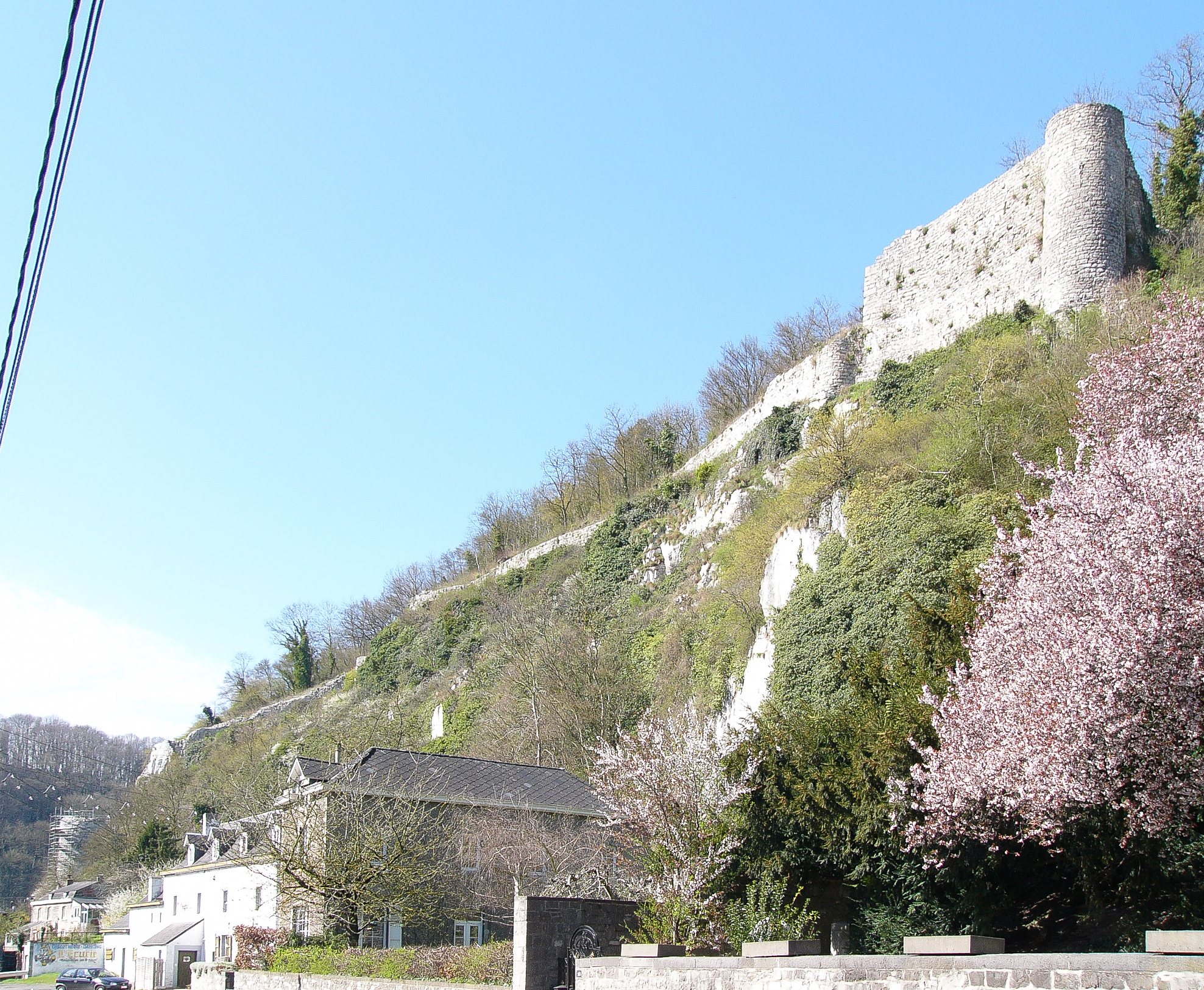
Römerfestung in Thon-Samson am Südrand der Hesbaye (Haspengau)

Nach der südlichen bzw. romanischen Deutung der Schauplätze soll Thidreks Bern das Verona an der Etsch repräsentieren. Für Salerni wird das italienische Salerno, für Appolij das weiter östliche Apulien angenommen. Allerdings ist auch ein nördlicher sowie geografisch schlüssigerer Aktionsraum möglich. Insoweit wäre Salerno die Bezeichnung für einen salischen Sitz, die Region Appolij das südniederländische Moorgebiet de Peel. Nach den Thesen zur historischen Wirklichkeit der Thidrekssaga von Heinz Ritter-Schaumburg liegt der ursprüngliche Sitz Samsons im heutigen Sauveniere (ursprünglich Salvenarias) in der südwestlichen Hesbaye. Wenige Kilometer entfernt liegt ein kleiner Ort, der noch heute den Namen Thon-Samson trägt. Von dort aus eroberte Samson der Thidrekssaga und altschwedischen Überlieferung zufolge Bern, das Heinz Ritter-Schaumburg mit Bonn identifiziert haben will. Auch ein erheblicher Teil der älteren deutschen Quellenforschung bevorzugt gegenüber einem italienischen Sagenmilieu um Theoderich den Großen bereits den Raum um dieses rheinische Verona cisalpina als Residenz von Dietrich, hinter dem vielmehr ein fränkischer Theoderich in Gestalt des merowingischen Königs Theuderich I. stehen soll.
Weitere und zu einem rheinfränkischen Raumbild geostrategisch schlüssige Identifizierungen beziehen sich auch auf die Eroberungen von Samsons Söhnen Erminrik und Ake, dessen Reich die Handschriften z. B. mit Aumlungaland, Omlungaland und Ørlungaland bezeichnen. Zwar werden in der mittelhochdeutschen Heldensage Aki und seine Söhne als Harlungen in Breisach verortet und die ihnen forschungsliterarisch zugewiesenen Amelungen einerseits historisch richtig als Vorfahren Theoderichs genannt, andererseits erscheinen jene Ørlungen jedoch im nördlichen Raumbild als Volk zwischen der Amel und der Ahr; vgl. dazu (H)ARLUNGEN im Bereich des römischen Kastells Brisiacum im Gebiet des heutigen Bad Breisig. In dem Eroberungszug von Samson und Erminrik gegen Rom sieht Ritter-Schaumburg die endgültige fränkische Einnahme des als Roma secunda spätrömisch apostrophierten Trier (zweite Hälfte 5. Jahrhundert).

## Rezeption
Bereits Peter Erasmus Müller will für die Samson-Erzählung in der Thidrekssaga geschichtliche Parallelen zur normannischen Eroberung Süditaliens erkannt haben. Ihm folgt Wilhelm Müller, der sich ebenfalls für historische Anleihen aus der normannisch-italienischen Geschichtsschreibung des 11. Jahrhunderts ausspricht. Hermann Schneider nennt als möglichen Namenspaten für Samsons Dienstherrn Jarl Rodgeir den historischen Roger von Salerno, Herrscher über das Fürstentum Antiochia. Er widerspricht allerdings den Auffassungen von Richard Heinzel, Otto L. Jiriczek und Waldemar Haupt, die von einer Rezeption Samsons aus einer niederdeutschen und französische Züge aufweisenden Tradition (datiert um das Jahr 1200) in offenbar übernehmenden dänischen Heldenliedern (Kämpeviser) ausgehen. Schneider lehnt zu historischen Einflüssen auf die Saga auch die Standpunkte von Peter Erasmus und Wilhelm Müller sowie auch Waldemar Haupts und Friedrich Panzers Auffassung über maßgebende erzählerische Anspielungen auf die Kaiserzeit des 12. Jahrhunderts bzw. die Eroberungszüge Lothars III. ab, verweist jedoch andererseits auf die von Panzer aufgezeigten Parallelen zu Robert Guiskard, dem Bruder von Roger I. Wie Panzer aus seinen Untersuchungen über normannische Geschichtsschreibung in Unteritalien anführt, wurde auch für diesen Robert, der Salerno auffallend ähnlich wie Samson eingenommen haben soll und zuletzt als Herzog über Apulien (und Kalabrien) regierte, nicht nur die Liebenswürdigkeit gegenüber Niederstehenden und dessen gewaltige Stimme im Kampf gegen seine Feinde bezeugt, sondern auch ein größerer Kriegszug, den dieser nach einer Friedensphase noch im fortgeschrittenen Alter unternommen hat und auf dem er (auf insularem griechischen Boden, vgl. die Beschreibung von Erminriks Reich) gestorben war. Zu Guiskards Erscheinungsbild nach den Angaben der byzantinischen Geschichtsschreiberin Anna Komnena ergänzt Panzer, dass auch Guiskards ungewöhnliche Körpergröße und Schulterbreite wie aber auch dessen körperliche Schönheit herausgestellt werden. Beide Eroberer sollen außerdem auffällig langes Haupthaar und ungewöhnlich großen Bartwuchs besessen haben, allerdings soll Guiskards Haarfarbe blond gewesen sein. Trotz alledem schätzt Schneider den grundsätzlichen Abstand zwischen der Samson-Erzählung („Fabel“) und normannisch-italienischer Geschichtsschreibung „so groß, dass er mit dem Schlagwort »poetische Stilisierung« längst nicht überbrückt werden kann.“
Anhand der namentlichen Bezeichnung von Rodgeirs Bruder Brunstein, dessen Königsherrschaft sich Samson bemächtigt, hat Karl Droege den niederdeutschen Verfasser der Ahnenerzählung über den „kraftvollen Selfmademan, der alles dem Machttrieb unterordnet“, im Soester Geistlichenmilieu des 12. und (abfassungsbezogenen) 13. Jahrhunderts identifiziert.
Der Historiker Ernst F. Jung zitiert eine von der Privatforschung angeregte frankengeschichtliche Rezeption des Merowingerkönigs Childerich I. für die Eroberungsfigur Samson, weist aber zugleich weitere genealogische Identifizierungen, etwa die von Thidreks Vater Thetmar mit Childerichs Sohn Chlodwig I. zurück. Zur geografischen Perspektive des 5. Jahrhunderts ergänzt Jung mit Wilfried Menghins Veröffentlichung über childerichzeitliche Schwertausgrabungen und Schwertteilfunde insbesondere an der Festungsanlage Thon-Samson.
Der Name Samson erscheint auch in der merowingischen Herrschergenealogie.